# La stravaganza

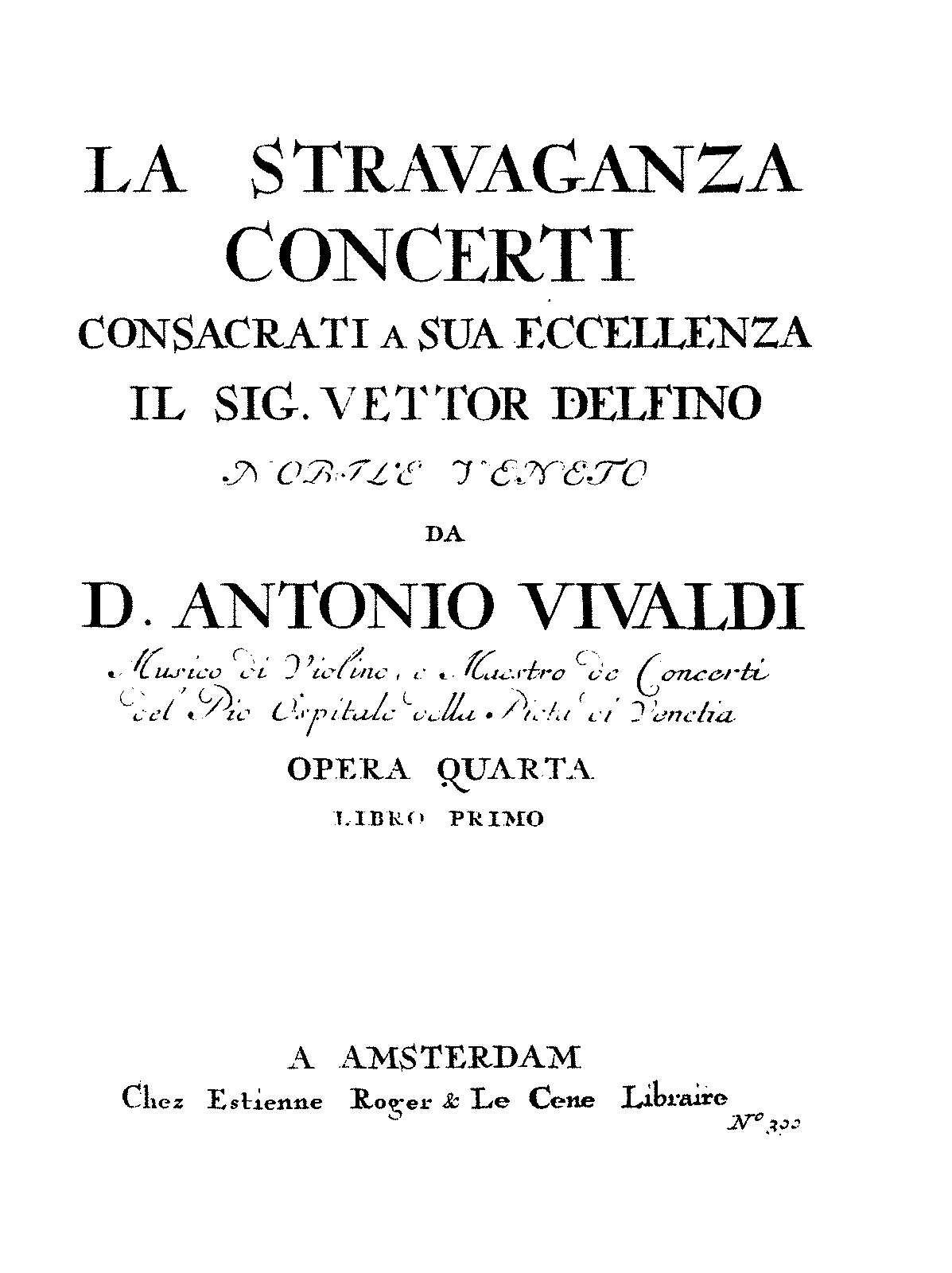
Portada de la partitura de “La stravaganza” reimpresa en 1725.

La stravaganza ("La extravagancia") es el título de una colección de doce conciertos compuestos por el compositor y músico barroco Antonio Vivaldi entre 1712 y 1713, los cuales fueron publicados por primera vez en 1716 dedicados a un noble veneciano llamado Víctor Delfín, mecenas del compositor, perteneciente a una de las familias más antiguas de la nobleza veneciana. Así se lee en el texto del documento original:

Concerti consacrati a Sua Eccellenza il Signor Vettor Delfino, nobile veneto, da Don Antonio Vivaldi, Musico di Violino, e Maestro de Concerti del Pio Ospitale della Pietà di Venetia.

(Los conciertos consagrados a Su Excelencia el Señor Víctor Delfín, noble veneciano, por Don Antonio Vivaldi, Músico de violín, y maestro concertista del Pío Hospital de la Piedad de Venecia)

Los conciertos fueron escritos utilizando el bajo continuo, para un solo violín y cuerdas; sin embargo en algunos de los movimientos interviene un instrumento adicional como un segundo violín y/o violonchelo. Tal vez lo más extraordinario acerca de los conciertos de "La stravaganza" es la notable inventiva de Antonio Vivaldi, dentro de un marco definido de fuerzas instrumentales y armónicas, creando un balance que podría definirse como perfecto, entre la técnica y la inventiva musical.
Cada uno de los doce conciertos de La stravaganza dura alrededor de diez minutos.

## Lista de conciertos
La stravaganza se divide en doce conciertos, cuyos movimientos son los siguientes:
- La stravaganza, Op.4, el Concierto n.º 1 en si bemol mayor, RV 383a:

1. Allegro
2. Largo e Cantabile
3. Allegro

- La stravaganza, Op.4, Concierto No. 2 in Mi menor, RV 279:

1. Allegro
2. Largo
3. Allegro

- La stravaganza, Op.4, Concierto n.º 3 en Sol mayor, RV 301:

1. Allegro
2. Largo
3. Allegro Assai

- La stravaganza, Op.4, Concierto n.º 4 en La menor RV, 357:

1. Allegro
2. Grave e sempre piano,
3. Allegro

- La stravaganza, Op.4, Concierto n.º 5 en La mayor RV, 347:

1. Allegro
2. Largo
3. Allegro (moderato)

- La stravaganza, Op.4, Concierto n.º 6 en Sol menor, RV 316a:

1. Allegro
2. Largo
3. Allegro

- La stravaganza, Op.4, Concierto n.º 7 en Do mayor, RV 185:

1. Largo
2. Allegro (molto)
3. Largo
4. Allegro

- La stravaganza, Op.4, Concierto n.º 8 en Re menor, RV 249:

1. Allegro
2. Adagio - Presto – Adagio
3. Allegro

- La stravaganza, Op.4, Concierto n.º 9 en Fa mayor, RV 284:

1. Allegro
2. Largo
3. Allegro

- La stravaganza, Op.4, Concierto n.º 10 en Do menor, RV 196:

1. Spirituoso
2. Adagio
3. Allegro

- La stravaganza, Op.4, Concierto n.º 11 en Re mayor, RV 204:

1. Allegro
2. Largo
3. Allegro assai

- La stravaganza, Op.4, Concierto n.º 12 en Sol mayor, RV 298:

1. Spirituoso e non presto
2. Largo
3. Allegro

## Grabaciones
Vivaldi: La stravaganza (12 Violin Concertos, Op. 4), Zino Vinnikov (Violin & Music Director), Soloists' Ensemble of the St. Petersburg Philharmonic Orchestra, septiembre 2014.